# Bob Egerton
Pas d'image ? Cliquez ici

a Compétitions nationales et continentales officielles uniquement.

b Matchs officiels uniquement.
Dernière mise à jour le 15 mars 2023.
Robert Henry Egerton, né le 6 mars 1963 à Lae (Territoire de Nouvelle-Guinée), est un ancien joueur de rugby à XV qui jouait avec l'équipe d'Australie en 1991 (9 sélections). Il jouait trois-quarts aile. Il a remporté la Coupe du monde 1991. 

## Biographie
Il a effectué son premier test match en juillet 1991 contre l'équipe du Pays de Galles et son dernier test match en novembre 1991 contre l'équipe d'Angleterre.
Egerton a remporté la Coupe du monde 1991 (5 matchs joués).

## Palmarès
- Vainqueur de la Coupe du monde 1991
- Nombre de matchs avec l'Australie : 9 en 1991